# 매드 시티 (영화)
《매드 시티》(영어: Mad City)는 1997년에 코스타가브라스가 연출한 스릴러 드라마 영화이다. 존 트러볼타와 더스틴 호프먼이 주연을 맡았다. 한 어리숙한 인질범이 우발적으로 일으키는 인질극을 통해 방송계의 부정적인 면모를 그려낸다. 방송 업계 기자를 다룬 영화답게 중간에 미국 인기 쇼 진행자 제이 레노와 래리 킹이 실제로 본인들 쇼를 통하여 등장한다.

## 줄거리
박물관 경비였던 샘(존 트러볼타 분)은 갑작스럽게 정리 해고를 당한다. 아내와 두 아이를 둔 가장으로서 차마 일자리를 잃었다고 아내에게 말도 못하고 며칠 동안 도시락도 싸고, 출근하는 행세를 한다.
샘은 다시 일하고자 하는 마음에 총과 폭탄을 들고 박물관장을 찾아간다. 하지만 관장은 샘을 무시하기만 한다. 화가 나서 참지 못하는 상태에 이른 샘은 위협을 가하고자 방아쇠를 당기고, 그만 동료 경비원 클리프가 총에 맞는다. 기자 맥스(더스틴 호프먼 분), 견학 온 어린이들, 어린이들을 인솔해온 선생, 그리고 박물관 관장이 인질이 되면서 순식간에 인질극으로 상황이 변한다.
한때 잘나가던 기자였다가 막강한 힘을 가진 앵커와 충돌하여 지방으로 좌천되었던 맥스는 본사로 돌아갈 기회를 만들기 위해 샘을 인터뷰하고 방송을 이용해 그를 스타로 만든다. 이 소동 속에서 방송인들은 샘을 이용해 시청률을 높이기 위해 혈안이 된다. 인질극 상황 속에서 샘의 인간적인 모습을 본 맥스는 샘이 무사히 돌아가게 샘을 돕고자 하지만, 상황은 점점 더 악화되기만 한다.

## 출연
- 존 트러볼타 - 샘 베일리 역
- 더스틴 호프먼 - 맥스 브래킷 역
- 미아 커슈너 - 로리 캘러핸 역
- 앨런 알다 - 케빈 홀랜더 역
- 테드 러바인 - 앨빈 렘키 서장 역
- 로버트 프로스키 - 루 포츠 역
- 빌 넌 - 클리프 윌리엄스 역
- 카일라 프랫 - 아이 역
- 루신다 제니 - 제니 역
- 윌리엄 애서턴 - 돌런 역
- 리처드 포트노 - 맥스 브래킷의 에이전트 역
- 레이먼드 J. 배리 - FBI 특수 요원 도빈스 역
- 블라이스 대너 - 뱅크스 부인 역
- 아코수아 부시아 - 다이앤 역
- 제이 레노 - 본인 역
- 래리 킹 - 본인 역 (크레디트 미기재)
- 랜들 배틴코프

## 기타 제작진
- 미술: 캐서린 하드윅
- 의상: 데버라 너둘먼

## 평가
영화 관련 웹사이트 무비스트에서는 2010년 3월 5일 현재 7.35/10의 평점을, 네이버 영화 정보에서는 9.04의 평점을 받는 등, 전반적으로 좋은 평가를 받았다.

## 시청 등급
- 대한민국: 15세 관람가
- 해외: PG-13